# 펜

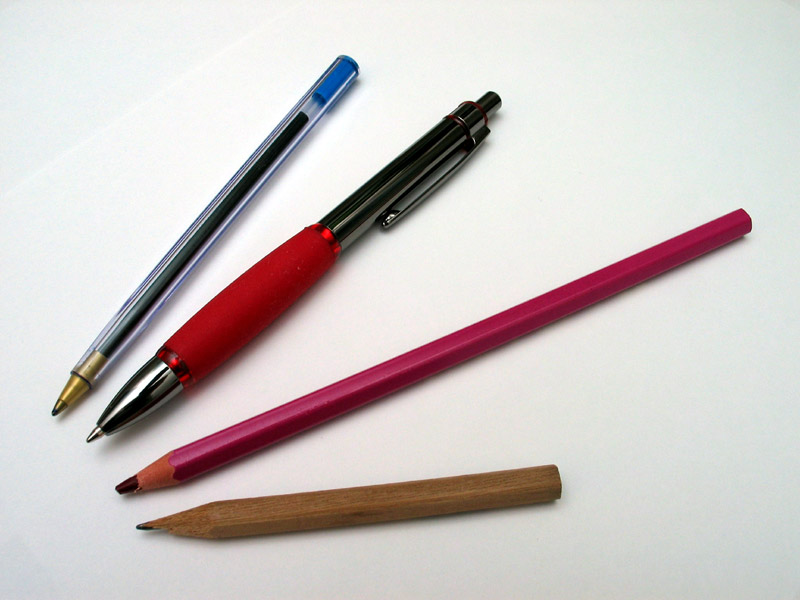

펜(pen)은 종이 등에 잉크를 묻혀 글씨를 쓰거나 그림을 그리는 필기구이다. 펜(pen)의 어원은 라틴어에서 깃털이라는 뜻을 가진 penna에서 왔으며 경필(硬筆)이라고도 한다. 펜은 고대 아시리아, 그리스·로마, 인도 등에서 처음 사용되었다. 점토판, 납판 등의 새기기 쉬운 판에 금속, 나무, 뼈 등으로 만든 촉을 이용해 파서 글씨를 쓴 후 판에 먹을 바르고 파인 곳을 제외한 부분을 닦아내면 글씨를 선명하게 볼 수 있다. 이후에는 닙에 잉크를 찍어 쓰는 리드펜과 깃펜, 딥펜 등이 사용되었다. 이렇게 만들어진 펜들은 생산량이 적고, 가격이 비쌌기 때문에 주로 서민들이 아닌 귀족들이 이용하는 물품이었다. 따라서 귀족을 위해 펜의 끝에 보석류를 달거나, 금 등의 귀금속으로 장식하는 고가의 펜도 등장하게 되었다. 조금 더 현재에 가까워 지면서 오구가 개발되고 이는 선폭을 정밀하게 조절할 수 있으며 여전히 몇 가지 특별한 용도를 가지고 있으나, 래피도그래프와 같은 로트링 펜들이 더 흔히 쓰였다. 현대에는 볼펜과 만년필, 마커펜 같은 것들이 쓰인다.
서민을 위한 실용적이고 다량 생산 가능한 오늘날의 펜은 1780년 영국인 S.해리슨이 강철제 펜을 발명함으로써 처음 만들어졌으며, J.미첼이 기계를 이용해 다량 생산하는데 성공함으로써 실용화했다.
그 이후 간편해지고 저렴해진 볼펜이 만들어졌으며 현재 펜이라고 부르는 것들은 주로 볼펜이다. 과거에 펜이라고 불렀던 것은 만년필의 형태로 남아있으며 현재는 볼펜, 샤프, 컴퓨터 등의 발달로 인해 쓰이는 일이 거의 없다. 하지만 만년필은 값비싼 고급의 펜으로 인식되고 있고 또한 고급 만년필 시장이 형성되어 있기 때문에 사용자의 재력이나 품위 등을 나타내는데 고급 만년필이 이용되기도 한다.

## 종류

### 현대식
현대식의 주된 방식의 펜은 팁의 종류에 따라 분류할 수 있다:

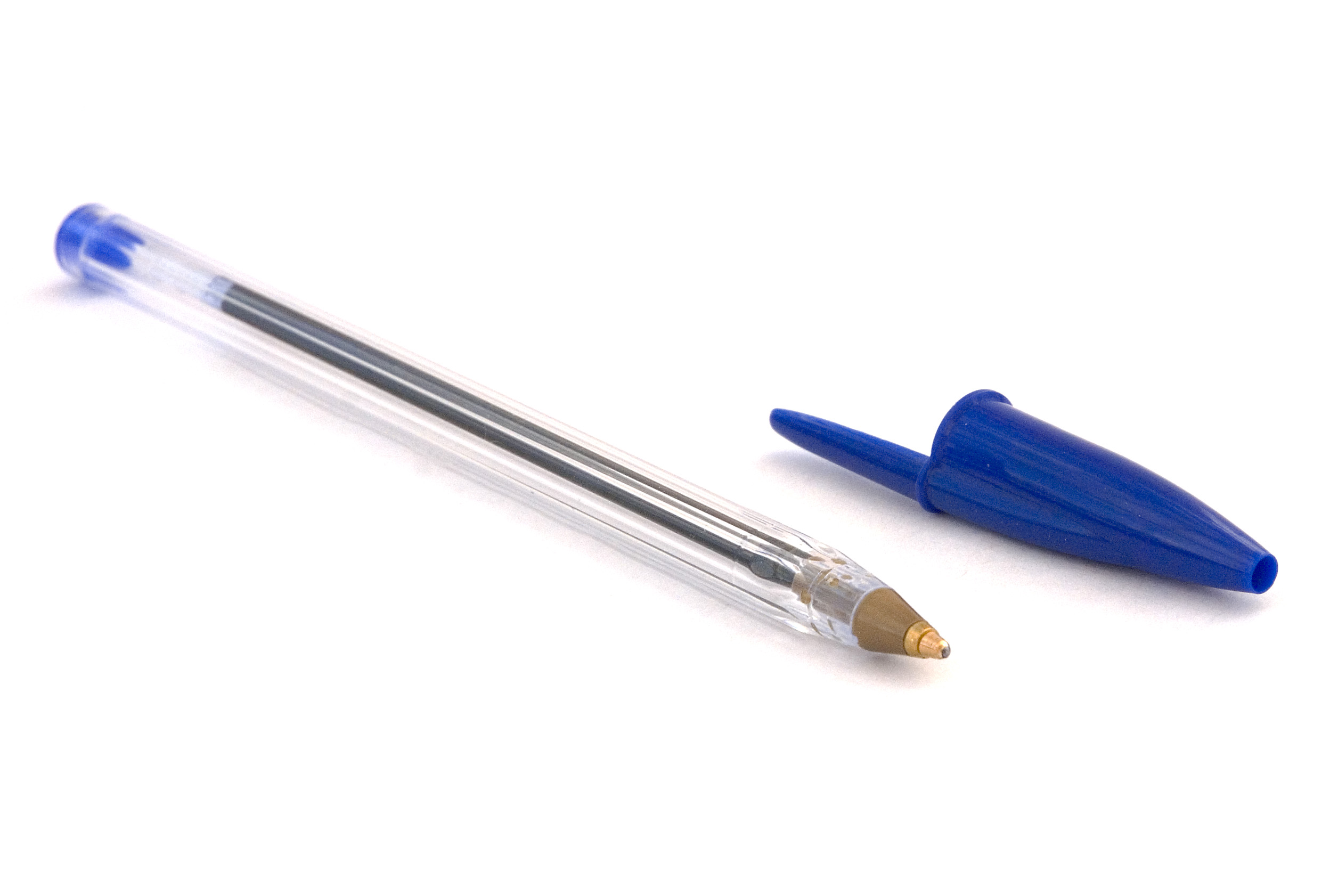
값싼 형태의 볼펜

- 볼펜은 작고 단단한 구를 굴려 유성 잉크(1세대 잉크 사용 시)를 사용하며, 보통 0.5–1.2 mm이며 황동이나 철, 또는 탄화텅스텐으로 만들어진다.[3] 잉크는 종이와 접촉하면 거의 즉시 마른다. 볼펜은 보통 신뢰할 수 있으며 가격도 다양하게 나온다. 볼펜은 일상적인 글쓰기의 가장 흔한 도구였던 만년필을 대체하였다. (하나의 바디에 여러 가지 색상을 쓸 수 있게 만든 볼펜인 멀티펜이 있다. 작가나 예술가는 원하는 색상으로 팁을 누를 수 있다.)

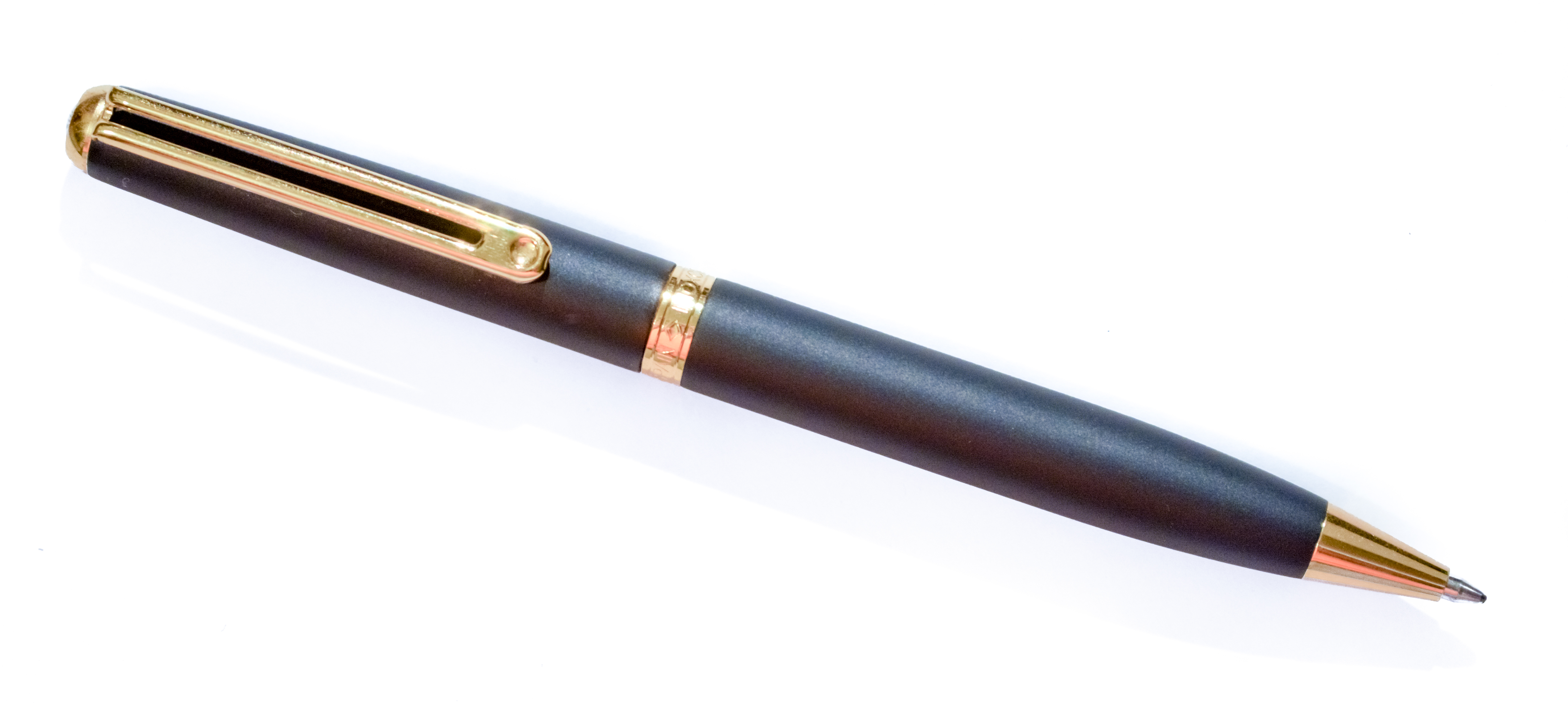
고급 볼펜

- 젤펜 볼펜과 같은 팁을 통해 수성 안료 잉크나 중성 잉크를 사용한다. 저점도 잉크는 유성 잉크보다 종이에 더 쉽게 흡수되고, 펜은 글씨를 쓰는 표면을 가로질러 더 쉽게 움직인다. 젤펜은 처음에 볼펜의 편리함과 만년필의 "부드럽고 젖은 잉크" 효과를 결합하기 위해 고안되었다. 젤 잉크는 메탈 색상, 반짝이 효과, 네온, 흐릿한 효과, 강렬한 색상, 파스텔 톤, 생동감 있는 음영, 그늘진 색, 보이지 않는 잉크 효과, 투과 효과, 빛나는 색, 야광 효과 등 다양한 색상으로 제공된다. 리필 가능한 젤펜은 최근 만년필 잉크 카트리지를 사용하여 사용할 수 있게 되었다.

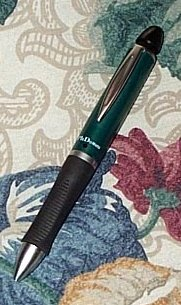
볼펜

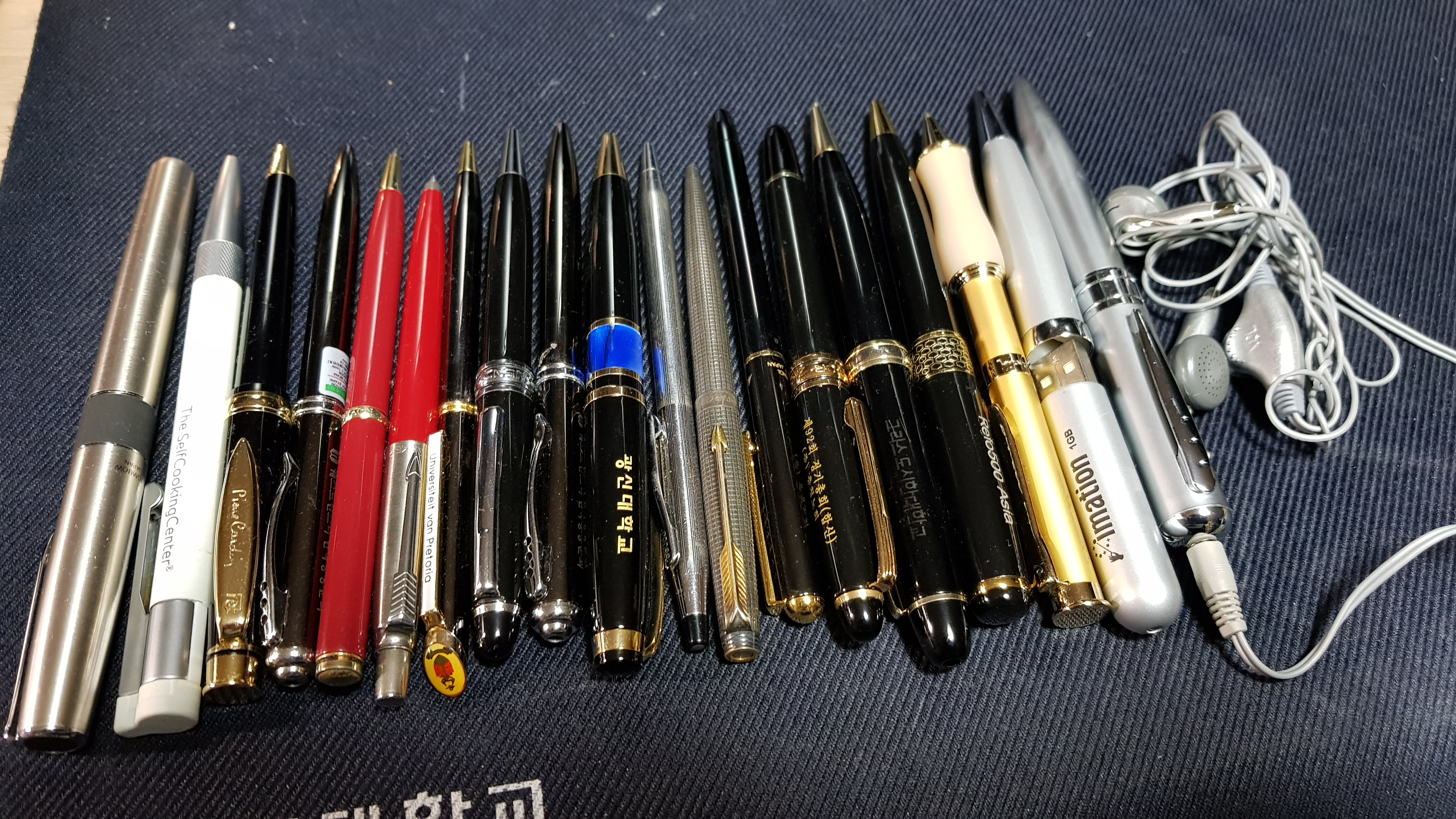
일상에서 사용하는 볼펜들

## 종류
- 볼펜
- 롤러볼 펜
- 만년필
- 펠트펜
- 젤펜

## 같이 보기
- 펜의 종류, 상표, 제조사 목록
- 펜돌리기
- 만년필
- 볼펜
- 깃펜